# Söngull
Söngull es un álbum lanzado en septiembre de 1983 por la banda islandesa KUKL, una banda que combinaba el rock, punk, jazz y música más experimental. En KUKL se encontraba la solista Björk. 
Si bien este es el primer lanzamiento de KUKL, su debut fue hacia finales de 1984 con el lanzamiento de The Eye.

Söngull fue lanzado solamente en Islandia.

## Lista de canciones
1. Söngull
2. Pökn (Fyrir Byrjendur)

NOTA: "Pökn" no tiene significado, es un juego de palabras formado con la palabra "Punk"

## Músicos
- Vocales: Björk Guðmundsdóttir.
- Vocales, trompeta: Einar Örn Benediktsson.
- Guitarra eléctrica: Guðlaugur Kristinn Óttarsson.
- Bajo: Birgir Mogensen.
- Teclados: Einar Arnaldur Melax.